# 남자 소프트볼 월드컵
2015년 까지 ISF 남자 세계 선수권 대회로 알려진 남자 소프트볼 월드컵은 세계 최상의 남자 소프트볼 대회이다. 1966년부터 개최되어 2017년 대회까지는 국제소프트볼연맹 (ISF)에서 주관했으며 2019년부터는 세계 야구 소프트볼 연맹 (WBSC)에서 주최한다.

## 대회 결과
| 연도 | 개최지                         |                      | 우승           | 준우승         | 3위 |
| ---- | ------------------------------ | -------------------- | -------------- | -------------- | --- |
| 1966 | 멕시코 멕시코시티              | 미국                 | 멕시코         | 뉴질랜드       |     |
| 1968 | 미국 오클라호마시티            | 미국                 | 캐나다         | 멕시코         |     |
| 1972 | 필리핀 마리키나                | 캐나다               | 미국           | 뉴질랜드       |     |
| 1976 | 뉴질랜드 로어헛                | 미국 캐나다 뉴질랜드 | 없음           | 없음           |     |
| 1980 | 미국 터코마                    | 미국                 | 캐나다         | 바하마         |     |
| 1984 | 미국 미들랜드                  | 뉴질랜드             | 캐나다         | 미국           |     |
| 1988 | 캐나다 새스커툰                | 미국                 | 뉴질랜드       | 캐나다         |     |
| 1992 | 필리핀 마닐라/파시그           | 캐나다               | 뉴질랜드       | 미국           |     |
| 1996 | 미국 미들랜드                  | 뉴질랜드             | 캐나다         | 일본           |     |
| 2000 | 남아프리카 공화국 이스트런던   | 뉴질랜드             | 일본           | 미국           |     |
| 2004 | 뉴질랜드 크라이스트처치        | 뉴질랜드             | 캐나다         | 오스트레일리아 |     |
| 2009 | 캐나다 새스커툰                | 오스트레일리아       | 뉴질랜드       | 캐나다         |     |
| 2013 | 뉴질랜드 오클랜드              | 뉴질랜드             | 베네수엘라     | 오스트레일리아 |     |
| 2015 | 캐나다 새스커툰                | 캐나다               | 뉴질랜드       | 베네수엘라     |     |
| 2017 | 캐나다 화이트호스              | 뉴질랜드             | 오스트레일리아 | 캐나다         |     |
| 2019 | 체코 프라하/하블리치쿠프브로트 | 아르헨티나           | 일본           | 캐나다         |     |
| 2022 | 뉴질랜드 오클랜드              | 오스트레일리아       | 캐나다         | 미국           |     |
| 2025 | 캐나다 프린스앨버트            | 베네수엘라           | 뉴질랜드       | 미국           |     |

## 메달 집계
| 순위 | 국가           | 금메달 | 은메달 | 동메달 | 합계 |
| ---- | -------------- | ------ | ------ | ------ | ---- |
| 1    | 뉴질랜드       | 7      | 5      | 2      | 14   |
| 2    | 미국           | 5      | 1      | 5      | 11   |
| 3    | 캐나다         | 4      | 6      | 4      | 14   |
| 4    | 오스트레일리아 | 2      | 1      | 2      | 5    |
| 5    | 베네수엘라     | 1      | 1      | 1      | 3    |
| 6    | 아르헨티나     | 1      | 0      | 0      | 1    |
| 7    | 일본           | 0      | 2      | 1      | 3    |
| 8    | 멕시코         | 0      | 1      | 1      | 2    |
| 9    | 바하마         | 0      | 0      | 1      | 1    |